# Loisin
Loisin (Luèsin en arpitan savoyard) est une commune française située dans le département de la Haute-Savoie, en région Auvergne-Rhône-Alpes et dans l'agglomération du Grand Genève.

## Urbanisme

### Typologie
Au 1er janvier 2024, Loisin est catégorisée petite ville, selon la nouvelle grille communale de densité à sept niveaux définie par l'Insee en 2022.
Elle est située hors unité urbaine. Par ailleurs la commune fait partie de l'aire d'attraction de Genève - Annemasse (partie française), dont elle est une commune de la couronne,. Cette aire, qui regroupe 158 communes, est catégorisée dans les aires de 700 000 habitants ou plus (hors Paris),.

### Occupation des sols
L'occupation des sols de la commune, telle qu'elle ressort de la base de données européenne d’occupation biophysique des sols Corine Land Cover (CLC), est marquée par l'importance des territoires agricoles (39,8 % en 2018), en diminution par rapport à 1990 (43,8 %). La répartition détaillée en 2018 est la suivante : 
forêts (38,7 %), terres arables (30,5 %), zones urbanisées (15,5 %), zones humides intérieures (5,6 %), cultures permanentes (4,3 %), zones agricoles hétérogènes (3,4 %), prairies (1,6 %), zones industrielles ou commerciales et réseaux de communication (0,5 %).
L'IGN met par ailleurs à disposition un outil en ligne permettant de comparer l’évolution dans le temps de l’occupation des sols de la commune (ou de territoires à des échelles différentes). Plusieurs époques sont accessibles sous forme de cartes ou photos aériennes : la carte de Cassini (XVIIIe siècle), la carte d'état-major (1820-1866) et la période actuelle (1950 à aujourd'hui).

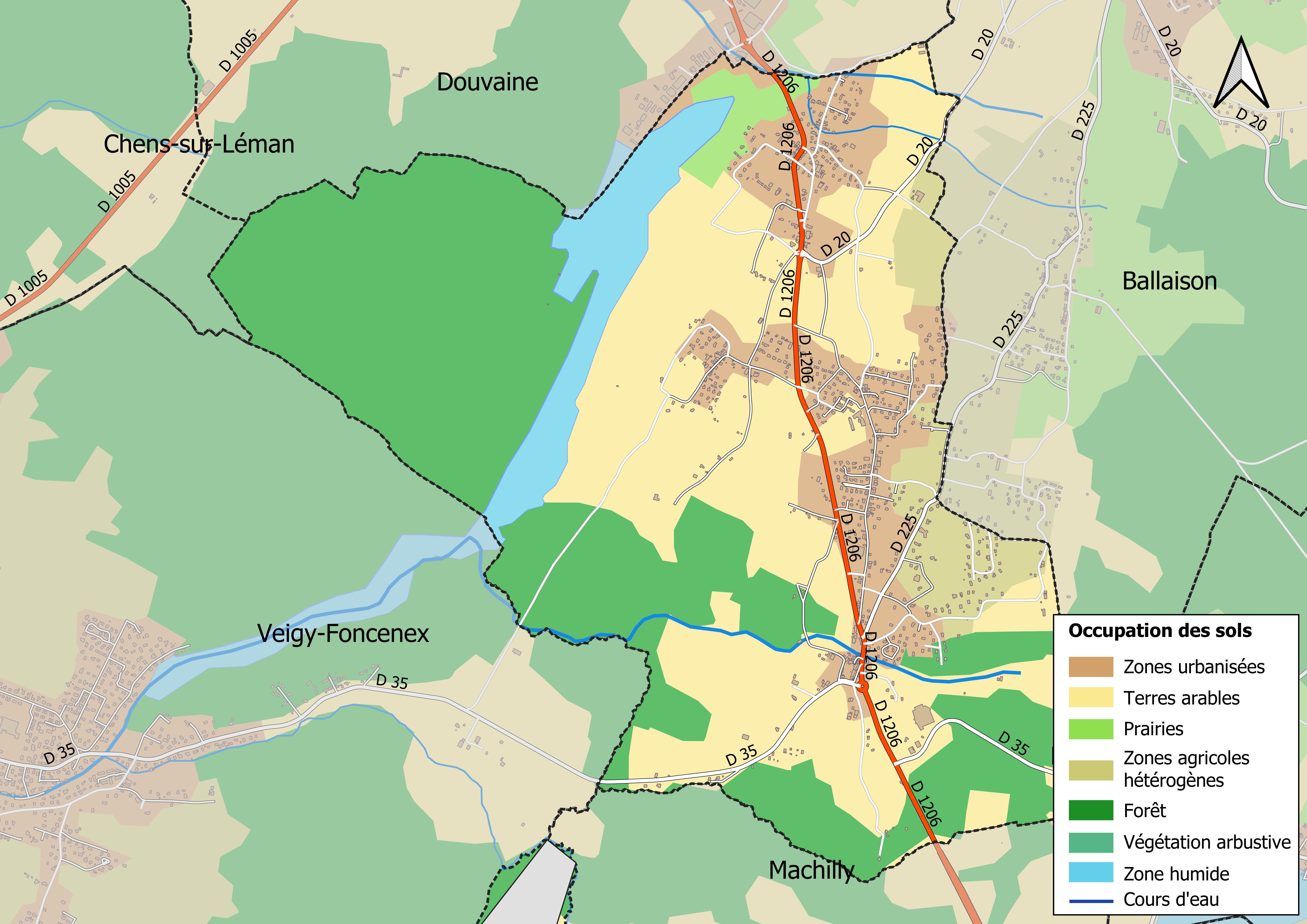
Carte des infrastructures et de l'occupation des sols en 2018 (CLC) de la commune.
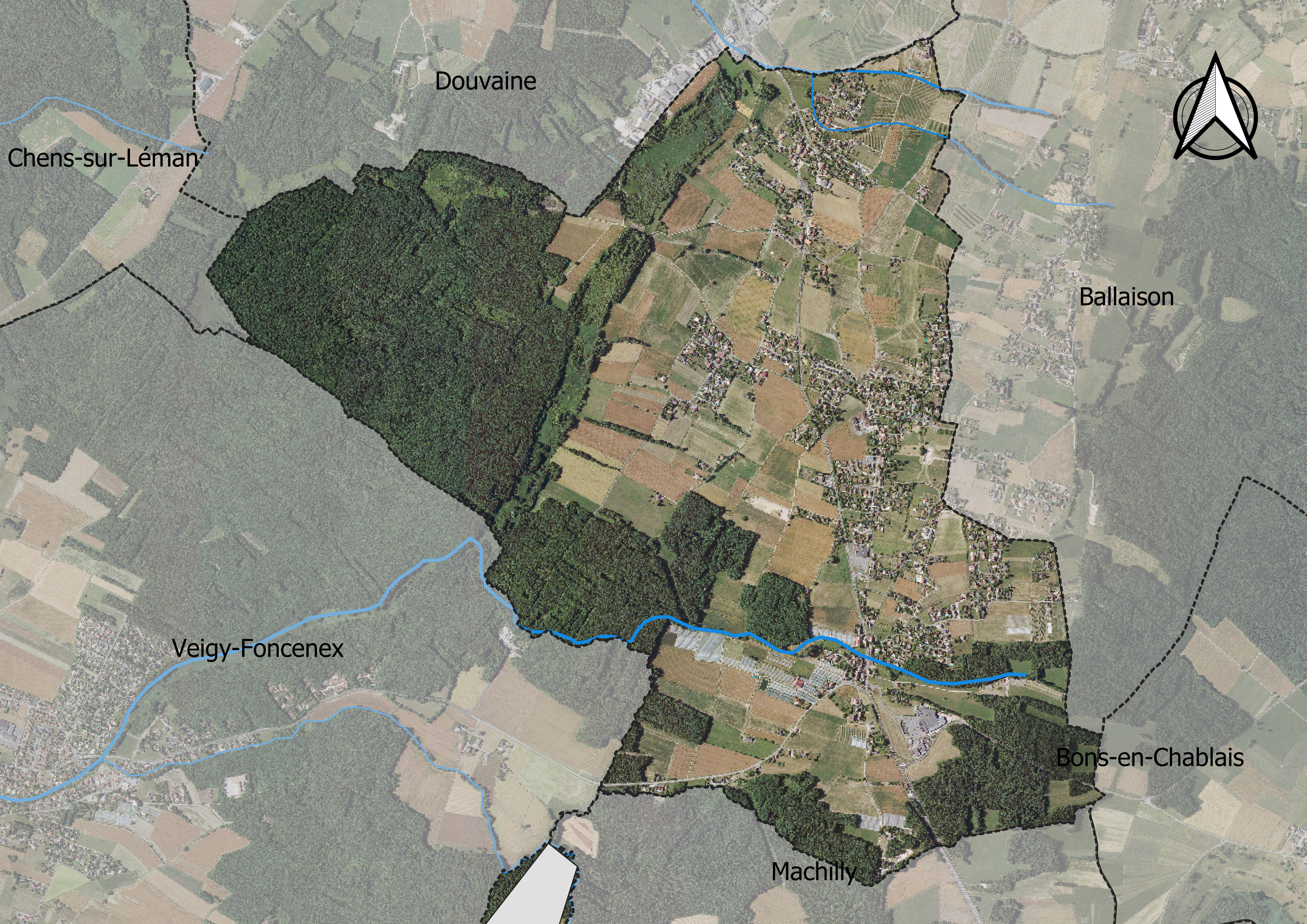
Carte orthophotogrammétrique de la commune.

## Toponymie
Le toponyme pourrait dériver d'un nom d'origine burgonde. Il serait un dérivé du primitif *Lausingos, « chez les Lausingi », lui-même dérivant d'un patronyme Lauso associé au radical laus, voulant dire « libre ». Le Bulletin de la Société d'histoire et d'archéologie de Genève (1986, p. 278) admet Lotianum, peut être un dérivé du patronyme Lotius.
En francoprovençal, le nom de la commune s'écrit Louêzin (graphie de Conflans) ou Luèsin (ORB).

## Histoire
Lors des débats sur l'avenir du duché de Savoie, en 1860, la population est sensible à l'idée d'une union de la partie nord du duché à la Suisse. Une pétition circule dans cette partie du pays (Chablais, Faucigny, Nord du Genevois) et réunit plus de 13 600 signatures, dont 241 pour la commune. Le duché est réuni à la suite d'un plébiscite organisé les 22 et 23 avril 1860 où 99,8 % des Savoyards répondent « oui » à la question « La Savoie veut-elle être réunie à la France ? ».

## Politique et administration

### Situation administrative
La commune de Loisin, au lendemain de l'Annexion de 1860, intègre le canton de Douvaine. Elle appartient, depuis 2015, au canton de Sciez, qui compte selon le redécoupage cantonal de 2014 25 communes.
La commune est membre, avec dix-sept autres, de la communauté de communes du Bas-Chablais.
Loisin relève de l'arrondissement de Thonon-les-Bains et de la cinquième circonscription de la Haute-Savoie, dont la députée est Marion Lenne (LREM) depuis les élections de 2017.

### Liste des maires
| Période                                  | Période                    | Identité          | Étiquette | Qualité                           |
| ---------------------------------------- | -------------------------- | ----------------- | --------- | --------------------------------- |
| Les données manquantes sont à compléter. |                            |                   |           |                                   |
| avant 1995                               | ?                          | André Bétemps     | PCF       |                                   |
| mars 2008                                | mars 2014                  | Jean-Paul Zaniol  |           |                                   |
| mars 2014                                | mai 2020                   | Dominique Bonazzi | DVD       | Retraité de l'Éducation Nationale |
| mai 2020                                 | En cours (au 01 juin 2020) | Laetitia Venner   | SE        |                                   |

### Politique de développement durable
La commune a engagé une politique de développement durable en lançant une démarche d'Agenda 21 en 2008.

## Population et société

### Démographie
Ses habitants sont appelés les Loisinoises et les Loisinois.
L'évolution du nombre d'habitants est connue à travers les recensements de la population effectués dans la commune depuis 1793. Pour les communes de moins de 10 000 habitants, une enquête de recensement portant sur toute la population est réalisée tous les cinq ans, les populations de référence des années intermédiaires étant quant à elles estimées par interpolation ou extrapolation. Pour la commune, le premier recensement exhaustif entrant dans le cadre du nouveau dispositif a été réalisé en 2007.

En 2022, la commune comptait 1 728 habitants, en évolution de +13,46 % par rapport à 2016 (Haute-Savoie : +6,01 %, France hors Mayotte : +2,11 %).
| 1793 | 1800 | 1806 | 1822 | 1838 | 1848 | 1858 | 1861 | 1866 |
| ---- | ---- | ---- | ---- | ---- | ---- | ---- | ---- | ---- |
| 398  | 460  | 468  | 620  | 607  | 775  | 678  | 709  | 730  |

| 1872 | 1876 | 1881 | 1886 | 1891 | 1896 | 1901 | 1906 | 1911 |
| ---- | ---- | ---- | ---- | ---- | ---- | ---- | ---- | ---- |
| 752  | 705  | 722  | 720  | 711  | 718  | 638  | 641  | 612  |

| 1921 | 1926 | 1931 | 1936 | 1946 | 1954 | 1962 | 1968 | 1975 |
| ---- | ---- | ---- | ---- | ---- | ---- | ---- | ---- | ---- |
| 571  | 591  | 536  | 578  | 505  | 474  | 465  | 502  | 672  |

| 1982 | 1990  | 1999  | 2006  | 2007  | 2012  | 2017  | 2022  | - |
| ---- | ----- | ----- | ----- | ----- | ----- | ----- | ----- | - |
| 879  | 1 071 | 1 142 | 1 288 | 1 309 | 1 432 | 1 551 | 1 728 | - |

### Médias

#### Radios et télévisions
La commune est couverte par des antennes locales de radios dont France Bleu Pays de Savoie, ODS Radio, Radio Chablais… Enfin, la chaîne de télévision locale TV8 Mont-Blanc diffuse des émissions sur les pays de Savoie. Régulièrement l'émission La Place du village expose la vie locale. France 3 et sa station régionale France 3 Alpes, peuvent parfois relater les faits de vie de la commune.

#### Presse et magazines
La presse écrite locale est représentée par des titres comme Le Dauphiné libéré, L'Essor savoyard, Le Messager - édition Chablais, le Courrier savoyard.

## Culture et patrimoine

### Lieux et monuments
- Église Saint-Affre.

### Personnalités liées à la commune
- Maurice Dunand (1898-1987), archéologue né et mort à Loisin.

### Héraldique
| Armes de Loisin | Les armes de Loisin se blasonnent ainsi : Écartelé : au premier et au quatrième de gueules à la croix d'or, au deuxième et au troisième d'or aux trois pals d'azur. |